# Boucles de l'Aulne
O Boucles de l’Aulne (oficialmente:Boucles de l'Aulne-Châteaulin), conhecido também baixo o nome de Grand Prix Le Télégramme de Brest ou também Circuit de l'Aulne é uma competição de ciclismo [[França|{{francesa]] de um dia organizada em Châteaulin desde 1931.

## História
Em 1933, duas edições têm lugar no mesmo dia.

De 1935 a 1938, o Grand Prix Le Télégramme disputou-se em duas etapas e com classificação geral.

Até 1998, a prova corria-se em forma de criterium e converteu-se no Circuit de l'Aulne.

A partir de 1999, o Circuit de l'Aulne converteu-se numa prova da UCI e mudou de nome em 2001 para converter-se na Boucles de l'Aulne.

## Palmarés
| Ano                                                                          | Vencedor                | Segundo                 | Terceiro                |           |
| ---------------------------------------------------------------------------- | ----------------------- | ----------------------- | ----------------------- | --------- |
| Grand Prix Le Télégramme de Brest                                            |                         |                         |                         |           |
| 1935                                                                         | Pierre Cloarec          | Paul Keravec            | Fañch Favé              |           |
| 1936                                                                         | Pierre Cloarec          | François Lucas          | Pierre Cogan            |           |
| 1937                                                                         | Pierre Cogan            | Gino Sciardis           | Pierre Cloarec          |           |
| 1938                                                                         | Pierre Cogan            | Christophe Taeron       | Raymond Louviot         |           |
| 1945                                                                         | Sylvère Jezo            | Jean-Marie Goasmat      | Jean Robic              |           |
| 1946                                                                         | Roger Lambrecht         | Raymond Scardin         | Oreste Beghetti         |           |
| 1947                                                                         | Guy Butteux             | Roger Lambrecht         | André Mahé              |           |
| 1948                                                                         | Amand Audaire           | Éloi Tassin             | Roger Lévêque           |           |
| 1939-1944 edições não realizadas Circuit de l'Aulne                          |                         |                         |                         |           |
| 1949                                                                         | Louison Bobet           | Jean-Marie Goasmat      | André Gall              |           |
| 1950                                                                         | Pierre Molinéris        | Édouard Muller          | Yvon Nedelec            |           |
| 1951                                                                         | Robert Desbats          | Fernand Picot           | Georges Gilles          |           |
| 1952                                                                         | Rik Van Steenbergen     | Adolphe Deledda         | Jacques Dupont          |           |
| 1953                                                                         | Louison Bobet           | Joseph Le Cadet         | Jacques Anquetil        |           |
| 1954                                                                         | Fernand Picot           | Fritz Schär             | Maurice Nauleau         |           |
| 1955                                                                         | Jacques Dupont          | Jean Bobet              | Jean Bourlès            |           |
| 1956                                                                         | Valentin Huot           | Fred De Bruyne          | André Darrigade         |           |
| 1957                                                                         | Amand Audaire           | Albert Bouvet           | Valentin Huot           |           |
| 1958                                                                         | Gérard Saint            | Fred De Bruyne          | Louison Bobet           |           |
| 1959                                                                         | Jean Gainche            | Louison Bobet           | Joseph Groussard        |           |
| 1960                                                                         | Jean Stablinski         | Joseph Morvan           | Joseph Velly            |           |
| 1961                                                                         | Joseph Morvan           | Jacques Simon           | André Darrigade         |           |
| 1962                                                                         | Jacques Anquetil        | Manuel Manzano          | André Darrigade         |           |
| 1963                                                                         | Rik Van Looy            | Frans Melckenbeeck      | Rudi Altig              |           |
| 1964                                                                         | Rik Van Looy            | Jean Stablinski         | Jean Gainche            |           |
| 1965                                                                         | Guy Ignolin             | Jacques Anquetil        | François Hamon          |           |
| 1966                                                                         | Eddy Merckx             | Felice Gimondi          | Lucien Aimar            |           |
| 1967                                                                         | Raymond Poulidor        | Roger Pingeon           | Guy Ignolin             |           |
| 1968                                                                         | Jacques Anquetil        | Raymond Poulidor        | Felice Gimondi          |           |
| 1969                                                                         | Eddy Merckx             | Eric De Vlaeminck       | Julien Stevens          |           |
| 1970                                                                         | Walter Godefroot        | Franco Bitossi          | Eddy Merckx             |           |
| 1971                                                                         | Luis Ocaña              | Herman Van Springel     | Jean-Claude Daunat      |           |
| 1972                                                                         | Cyrille Guimard         | Walter Godefroot        | Eddy Merckx             |           |
| 1973                                                                         | Roger De Vlaeminck      | Bernard Thévenet        | Luis Ocaña              |           |
| 1974                                                                         | Herman Van Springel     | Alain Santy             | Roger De Vlaeminck      |           |
| 1975                                                                         | Eddy Merckx             | Hennie Kuiper           | Alain Santy             |           |
| 1976                                                                         | Joop Zoetemelk          | Bernard Thévenet        | Eddy Merckx             |           |
| 1978                                                                         | Bernard Hinault         | Roger De Vlaeminck      | Joop Zoetemelk          |           |
| 1979                                                                         | Bernard Hinault         | Walter Godefroot        | Roger Legeay            |           |
| 1980                                                                         | Daniel Willems          | Bernard Hinault         | Jacques Bossis          |           |
| 1981                                                                         | Bernard Hinault         | Francesco Moser         | Gerrie Knetemann        |           |
| 1977 edição não realizada, em seu lugar se correu o Criterium des As         |                         |                         |                         |           |
| 1982                                                                         | Francesco Moser         | Marc Madiot             | Jacques Bossis          |           |
| 1983                                                                         | Laurent Fignon          | Sean Kelly              | Robert Alban            |           |
| 1984                                                                         | Marc Madiot             | Bernard Bourreau        | Gilbert Duclos-Lassalle |           |
| 1985                                                                         | Bernard Hinault         | Marc Madiot             | Gilbert Duclos-Lassalle |           |
| 1987                                                                         | Gilbert Duclos-Lassalle | Jean-François Bernard   | Laurent Fignon          |           |
| 1988                                                                         | Franck Pineau           | Dominique Arnaud        | Yves Bonnamour          |           |
| 1989                                                                         | Charly Mottet           | Greg LeMond             | Laurent Fignon          |           |
| 1990                                                                         | Ronan Pensec            | Jean-Claude Colotti     | Greg LeMond             |           |
| 1986 edição não realizada, em seu lugar se correram os campeonatos de France |                         |                         |                         |           |
| 1991                                                                         | Jean-François Bernard   | Gianni Bugno            | Miguel Indurain         |           |
| 1992                                                                         | Miguel Indurain         | Gilbert Duclos-Lassalle | Thierry Marie           |           |
| 1993                                                                         | Gérard Rué              | Jean-Claude Colotti     | Laurent Jalabert        |           |
| 1994                                                                         | Richard Virenque        | Chris Boardman          | Stéphane Heulot         |           |
| 1995                                                                         | Laurent Jalabert        | Bjarne Riis             | Eddy Seigneur           |           |
| 1996                                                                         | Abraham Olano           | Richard Virenque        | Evgeni Berzin           |           |
| 1997                                                                         | Laurent Jalabert        | Richard Virenque        | Ronan Pensec            |           |
| 1998                                                                         | Marco Pantani           | Luc Leblanc             | Frank Vandenbroucke     |           |
| 1999                                                                         | Claude Lamour           | Vincent Cali            | Charles Guilbert        |           |
| 2000                                                                         | Walter Bénéteau         | Patrice Halgand         | Saulius Ruškys          |           |
| 2001                                                                         | Patrice Halgand         | Marcus Ljungqvist       | Stéphane Heulot         |           |
| 2002                                                                         | Christopher Jenner      | Olivier Asmaker         | Christophe Rinero       |           |
| 2003                                                                         | Walter Bénéteau         | Sandy Casar             | Manu Lhoir              |           |
| 2004                                                                         | Frédéric Finot          | Alexandre Naulleau      | Sergey Krushevskiy      |           |
| Boucles de l'Aulne                                                           |                         |                         |                         |           |
| 2006                                                                         | Johan Coenen            | Walter Bénéteau         | Benoît Sinner           |           |
| 2007                                                                         | Romain Feillu           | Saïd Haddou             | Leonardo Duque          |           |
| 2008                                                                         | Romain Feillu           | Nico Sijmens            | Christophe Mengin       |           |
| 2009                                                                         | Maxime Bouet            | Anthony Roux            | Mickaël Larpe           |           |
| 2005 edição não realizada                                                    |                         |                         |                         |           |
| 2010                                                                         | Jean-Luc Delpech        | Laurent Pichon          | Romain Hardy            |           |
| 2011                                                                         | Martijn Keizer          | Anthony Delaplace       | Anthony Charteau        |           |
| 2012                                                                         | Sébastien Hinault       | Laurent Pichon          | Romain Feillu           |           |
| 2013                                                                         | Mathieu Ladagnous       | Yannick Martinez        | Armindo Fonseca         |           |
| 2014                                                                         | Alexis Gougeard         | Rémy Di Gregorio        | Rudy Kowalski           |           |
| 2015                                                                         | Alo Jakin               | Steven Tronet           | Laurent Pichon          |           |
| 2016                                                                         | Samuel Dumoulin         | Arthur Vichot           | Clément Venturini       |           |
| 2017                                                                         | Odd Christian Eiking    | David Gaudu             | Laurent Pichon          |           |
| 2018                                                                         | Kévin Le Cunff          | Arthur Vichot           | Guillaume Martin        |           |
| 2019                                                                         | Alexis Gougeard         | Quentin Jauregui        | Julien El Fares         |           |
| 2020                                                                         | cancelado               | cancelado               | cancelado               | cancelado |
| 2021                                                                         | Stan Dewulf             | Valentin Madouas        | Mathieu Burgaudeau      |           |
| 2022                                                                         | Idar Andersen           | Jesús Herrada           | Stan Dewulf             |           |
| 2023                                                                         | Greg Van Avermaet       | Florian Vermeersch      | Jon Barrenetxea         |           |
| 2024                                                                         | Axel Zingle             | Alexandre Delettre      | Mads Würtz              |           |
| 2025                                                                         |                         |                         |                         |           |

## Palmarés por países
| País          | Vitórias |
| ------------- | -------- |
| França        | 59       |
| Bélgica       | 12       |
| Espanha       | 3        |
| Itália        | 2        |
| Países Baixos | 2        |
| Nova Zelândia | 1        |
| Estónia       | 1        |
| Noruega       | 1        |